# 納吉爾齊
50°0′59″N 24°6′28″E / 50.01639°N 24.10778°E
納吉爾齊（烏克蘭語：Нагірці），是烏克蘭西部的村莊，隸屬利維夫州的利維夫區。該村始建於1403年，面積0.73平方公里，2024年人口200，人口密度每平方公里369.36人。